# Burjatische Silbereule
Die Burjatische Silbereule (Autographa buraetica), zuweilen auch Sibirische Goldeule genannt, ist ein Schmetterling (Nachtfalter) aus Familie der Eulenfalter (Noctuidae).

## Merkmale

### Falter
Die Falter erreichen eine Flügelspannweite von 36 bis 42 Millimetern. Die Vorderflügeloberseite ist graubraun bis kastanienbraun gefärbt und leicht marmoriert. Die silberweiß schimmernde, tropfenförmige Makel, die dem Gamma aus dem griechischen Alphabet ähnelt, ist relativ klein und zuweilen geteilt. Das Mittelfeld um die Silbermakel ist meist rotbraun verdunkelt, die äußeren Querlinie kontrastreich und deutlich. Die Hinterflügeloberseite ist hell graubraun gefärbt und zeigt einen leicht verdunkelten Bereich vor dem Außensaum. Am Kopf der Falter befindet sich ein dichtes Haarbüschel. Der Körper ist pelzig behaart und besitzt weitere kleinere Haarbüschel.

### Raupe
Ausgewachsene Raupen haben eine gelbgrüne Farbe. Sie zeigen dünne weiße unterbrochene Nebenrückenlinien, kleine weiße Punkte, einen weißlichen Seitenstreifen sowie einige kurze schwarze Härchen. Die Stigmen sind klein, oval, weiß gefärbt und schwarz umrandet.

### Ähnliche Arten
Der Art sehr ähnlich ist die Ziest-Silbereule (Autographa pulchrina), die im Gesamterscheinungsbild meist heller und rötlicher gefärbt ist. Die Jota-Silbereule (Autographa jota) ist etwas größer und in der Regel überwiegend rosabraun gefärbt,  Autographa mandarina hingegen ist meist dunkler und zeigt ein großes Gamma-Zeichen. In Nordamerika ähneln Autographa californica und Autographa pseudogamma der Burjatischen Silbereule. Wegen der Ähnlichkeit mit den vorgenannten Arten kann eine genitalmorphologische Untersuchung zur sicheren Bestimmung dienen.

## Verbreitung und Vorkommen
Das Verbreitungsgebiet der Burjatischen Silbereule zieht sich von Nordosteuropa und Fennoskandinavien über Russland bis nach Zentralasien. Sie kommt auch auf Kamtschatka, Sachalin, den Kurilen sowie in Korea und Japan vor. Außerdem ist sie im Nordosten Nordamerikas (Alaska, Yukon) zu finden. Bemerkenswert ist, dass sich die Art in Europa seit den 1980er Jahren von Russland in Richtung Westen weiter ausdehnt. So wurden 1985 Erstfunde aus Brandenburg und 1991 aus Österreich gemeldet. Die Art besiedelt bevorzugt feuchte Wälder, Berghänge, Flussufer und Sumpfgebiete.

## Lebensweise
Die Falter fliegen in einer Generation zwischen Juni und August. Sie sind nachtaktiv und fliegen künstliche Lichtquellen an. Als Nahrungsquelle der Raupen dienen die Blätter einer Vielzahl niedriger Pflanzen. Die Raupen überwintern.